# Carcelia polyvalens
Carcelia polyvalens är en tvåvingeart som först beskrevs av Villeneuve 1929.  Carcelia polyvalens ingår i släktet Carcelia och familjen parasitflugor.
Artens utbredningsområde är Taiwan. Inga underarter finns listade i Catalogue of Life.